# Fürstenwalde/Spree
Fürstenwalde/Spree è una città di 32 763 abitanti del Brandeburgo, in Germania.
È il centro più popoloso del circondario dell'Oder-Sprea e costituisce un centro di livello intermedio della regione metropolitana Berlino/Brandeburgo.
Fürstenwalde possiede lo status di "Media città di circondario" (Mittlere kreisangehörige Stadt).

## Geografia fisica
Fürstenwalde si trova nella valle glaciale del fiume Sprea, a nord delle colline di Rauen, a circa 60 km a est di Berlino e a 30 km a ovest di Francoforte sull'Oder, sul margine della storica Terra di Lebus.

## Storia

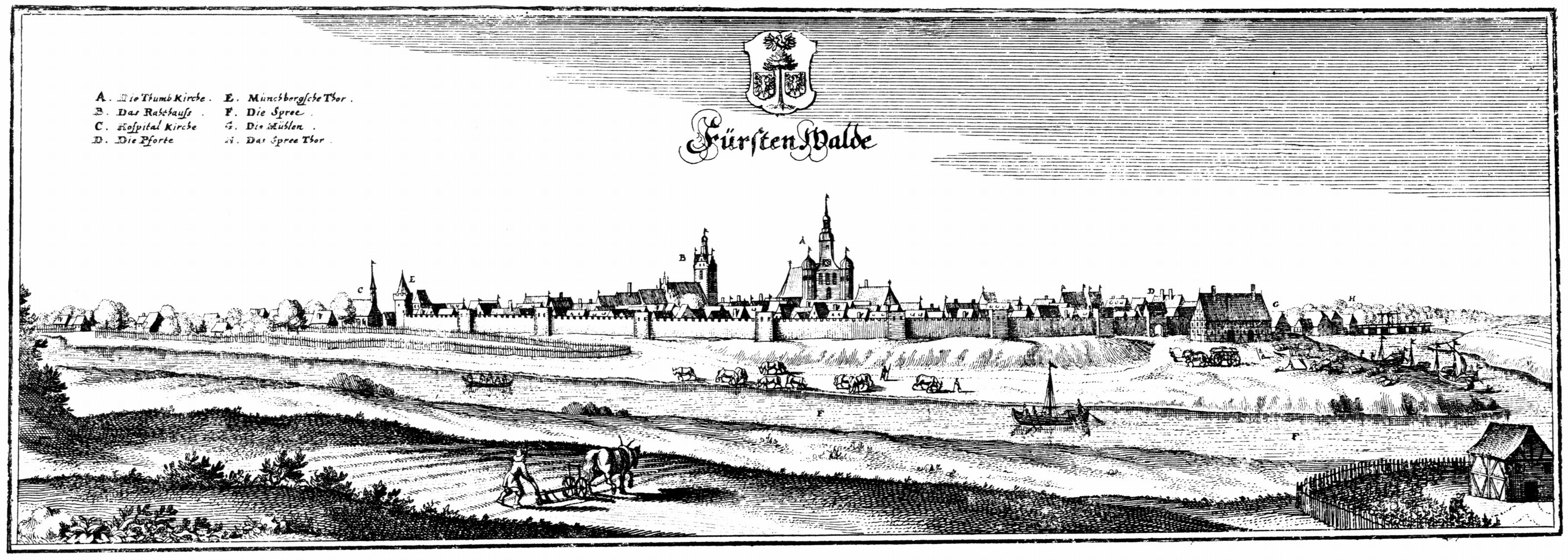
Una carta della città datata 1652

Un documento del 1272 menziona per la prima volta Furstenwalde come borgo della Marca di Brandeburgo; la cittadina venne fondata nel corso della migrazione di popolazioni di etnia tedesca in corrispondenza di un guado lungo il fiume Sprea, vicino al sito di un ex insediamento slavo. La sua importanza crebbe perché terminale del trasporto di merci lungo il fiume. Fu sede della diocesi di Lebus dal 1373 in seguito alla distruzione della chiesa collegiale di Lebus; la chiesa di S. Maria venne allora eretta a cattedrale. Il vescovato è stato secolarizzato durante la Riforma nel 1555 e completamente sciolto nel 1598 con l'elezione di Joachim Frederick a marchese del Brandeburgo.
Dal 1991 al 1994 Fürstenwalde è stata capoluogo del circondario omonimo.
Il 20 settembre 1993 venne annesso alla città di Fürstenwalde il comune di Trebus.

## Società

### Evoluzione demografica
- Sviluppo della popolazione dal 1875 entro gli attuali confini (linea blu: popolazione; linea puntata: confronto dello sviluppo della popolazione dello stato del Brandenburgo; sfondo grigio: ai tempi del governo nazista; sfondo rosso: al tempo del governo comunista).
- Sviluppo recente della popolazione (linea blu) e previsioni.

| Anno | Abitanti |
| ---- | -------- |
| 1875 | 11 929   |
| 1890 | 15 783   |
| 1910 | 26 286   |
| 1925 | 28 369   |
| 1939 | 35 842   |
| 1950 | 30 815   |
| 1964 | 30 849   |

| Anno | Abitanti |
| ---- | -------- |
| 1971 | 31 296   |
| 1981 | 35 566   |
| 1985 | 35 443   |
| 1990 | 35 214   |
| 1995 | 33 628   |
| 2000 | 34 044   |
| 2005 | 33 336   |

| Anno | Abitanti |
| ---- | -------- |
| 2010 | 32 468   |
| 2015 | 31 741   |
| 2016 | 32 025   |
| 2017 | 32 098   |
| 2018 | 31 941   |
| 2019 | 31 965   |
| 2020 | 31 992   |

Fonti dei dati sono nel dettaglio nelle Wikimedia Commons..

## Geografia antropica
Appartengono alla città di Fürstenwalde le frazioni (Ortsteil) di Heideland, Molkenberg e Trebus.

## Infrastrutture e trasporti
- Autostrada federale A10
- Autostrada federale A12
- Strada federale 168

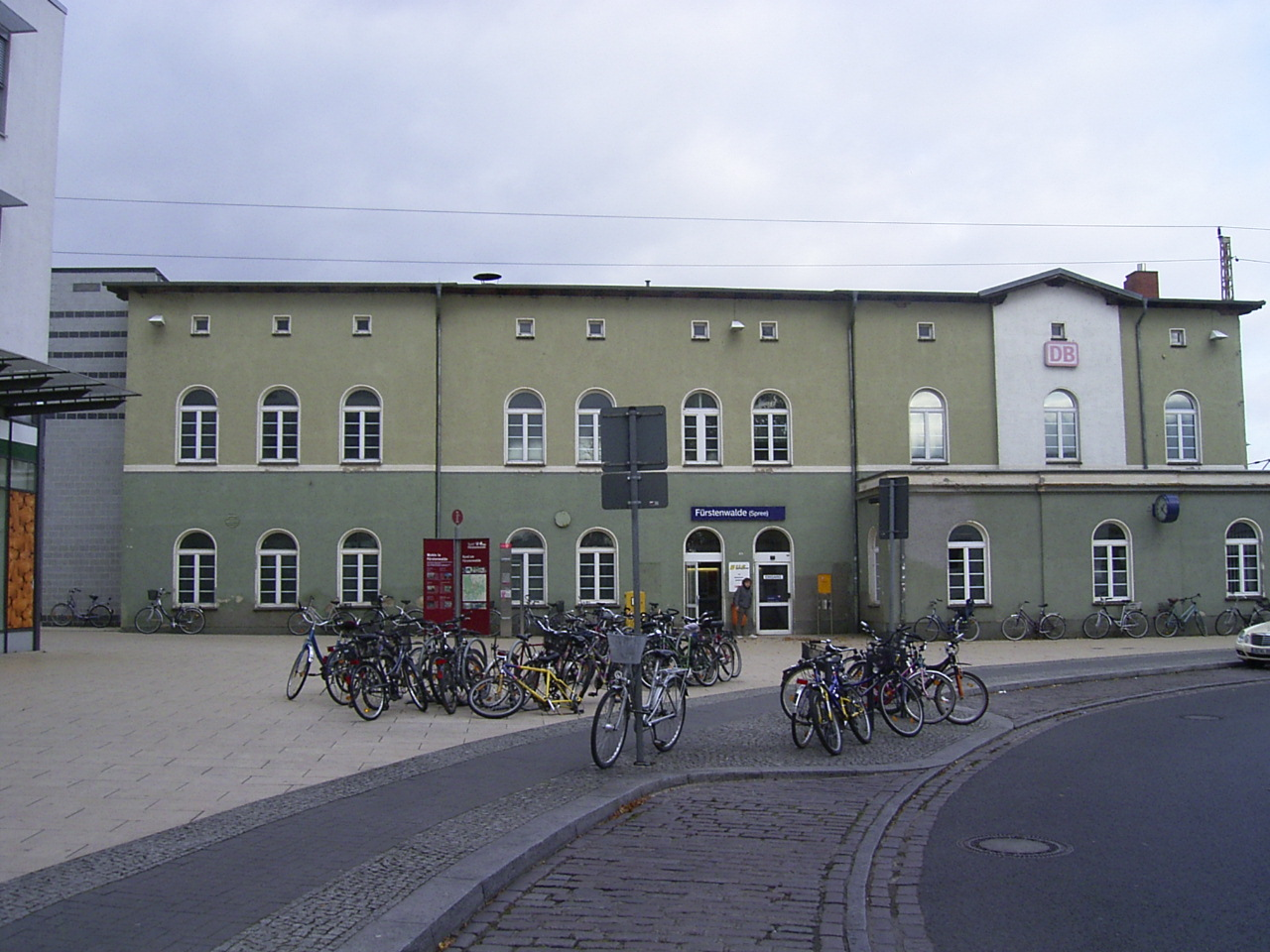
Stazione ferroviaria di Fürstenwalde

- Linea ferroviaria Magdeburgo–Berlino–Francoforte sull'Oder
- Linea ferroviaria Berlino–Francoforte sull'Oder
- Linea ferroviaria Fürstenwalde–Beeskow

## Amministrazione

### Gemellaggi
Fürstenwalde è gemellata con:
- Reinheim, dal 1989
- Choszczno, dal 1992
- Cestas, dal 2003
- Sulechów, dal 2014